# اکراس مقدس مالاگاسی
اکراس مقدس مالاگاسی (نام علمی: Threskiornis bernieri) نام یک گونه از سرده مرغ‌مقدسی است.